# Biechówko (województwo kujawsko-pomorskie)
Biechówko – wieś w Polsce położona w województwie kujawsko-pomorskim, w powiecie świeckim, w gminie Drzycim.
W latach 1975–1998 miejscowość administracyjnie należała do województwa bydgoskiego. Według Narodowego Spisu Powszechnego (III 2011 r.) liczyła 219 mieszkańców. Jest siódmą co do wielkości miejscowością gminy Drzycim (wespół ze wsią Wery). W parku wiejskim znajduje się 5 dębów szypułkowych o obwodach od 321 do 383 cm. Drzewa zostały uznane za pomniki przyrody w 1993 roku.